# Derbi 98
La Derbi 98 fou un model de motocicleta de turisme fabricat per Derbi durant la dècada de 1950. Dotat d'un motor de dos temps monocilíndric refrigerat per aire de 98 cc i canvi de tres velocitats amb accionament al peu, era estrictament parlant un velomotor, ja que no arribava als 100 cc (límit a partir del qual un vehicle de dues rodes es considerava legalment una motocicleta). Aquest model tingué una bona acollida al mercat i esdevingué un dels puntals comercials de l'empresa durant anys.
A causa de la peculiar forma del seu conjunt de far i comptaquilòmetres, la Derbi 98 es coneixia popularment com a "Cap de formiga" (malnom que s'aplicava també a la Derbi 95 i a les primeres Derbi 125).

## Història

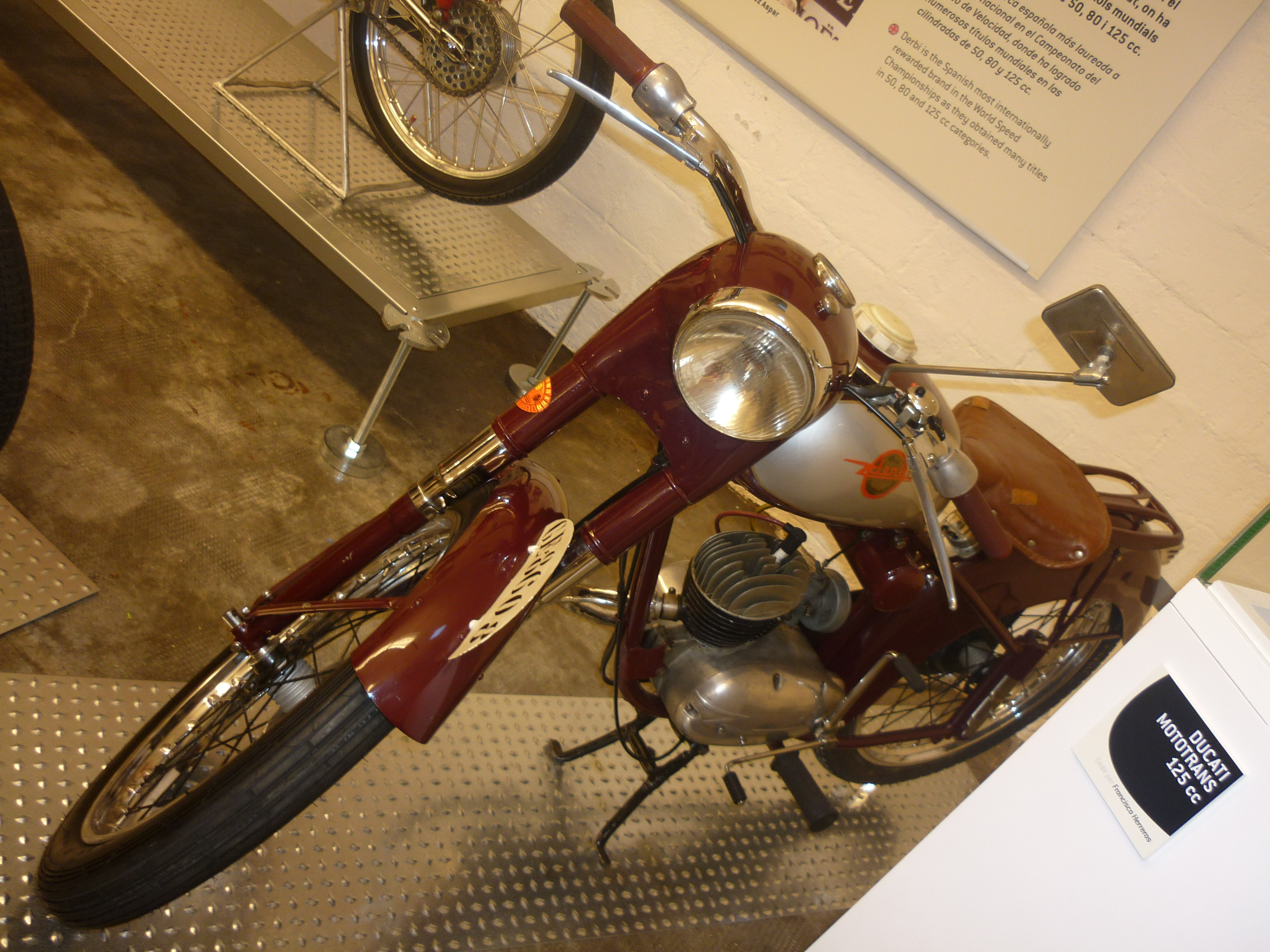
Una Derbi 95, antecessora de la Derbi 98

La Derbi 98 fou una evolució reeixida de la Derbi 95 de 1953, una motocicleta equipada amb motor de dos pistons amb doble biela al mateix cigonyal (compartint cambra de combustió), que s'inspirava en l'eslovaca Manet M-90. Cal dir que els tècnics de Derbi havien projectat inicialment aquella moto amb un motor de 90 cc i n'havien creat fins i tot el prototipus, però a l'hora de la veritat es fabricà en la cilindrada de 95 cc.
Poc després del llançament de la Derbi 95, veient que malgrat ser una moto moderna per a l'època era massa lenta (el motor tenia força però no corria gens), el tècnic Jaume Pahissa decidí de treure-li el sistema de la doble biela amb dos pistons i simplificar-la tot deixant-la amb el sistema convencional d'un sol pistó. També va afegir-hi petites correccions i va apujar el motor de cilindrada, canvis que convertiren la nova 98 en una moto molt superior a l'anterior, amb excel·lents prestacions, bona potència i una gran estabilitat.
La Derbi 98 donà lloc a diversos models derivats, com ara l'escúter Scooter Masculino de 98 cc i la Derbi 4 Cilindres de 392 cc experimental que construí Jaume Pahissa tot unint quatre cilindres de 98 cc (ambdós models varen ser creats el 1954). El 1955, per encàrrec de l'empresa, Paco Tombas va transformar la 98 a 125 cc, posant-li un pistó de 54 x 54 mm, una suspensió millor al darrere i un selló de dues places. La 125 fou un altre encert comercial i tant l'una com l'altra es varen comercialitzar durant anys, mentre la inicial Derbi 95 fou arraconada des del moment en què es llançà la 98.

### Èxits esportius
L'excel·lent estabilitat de la Derbi 98 li atorgava una gran versatilitat i la feia òptima per a competir en tota mena de modalitats motociclistes. Un dels pilots que més èxits esportius hi va obtenir fou Pere Pi, ja des dels seus inicis en les gimcanes a 15 anys, pels volts de 1955. Segons Pi, la Derbi 98 «anava millor que la 125 […] era única, extraordinària, semblava feta especialment per a les gimcanes». Més endavant, Pi i quatre companys de Derbi (Jaume Torrents, Josep Montleón, Toni Palau i César Ruipérez) es prepararen sengles Derbi 98 per a motoball i, havent-s'hi entrenat, guanyaren per golejada el millor equip del moment, de Manresa. Pi ha dit que mai no va trobar cap moto, ni tan sols les Montesa Cota, que tingués l'estabilitat de la Derbi 98 dins un camp de futbol.
La Derbi 98 anava bé també per a ral·li, regularitat i motocròs. El 1956, competint a Martorelles contra nombrosos pilots oficials de Montesa en una de les primeres curses de motocròs disputades a la península, Pere Pi va guanyar l'absolut amb la mateixa Derbi 98 que feia servir a les gimcanes, tot i ser la moto de menys cilindrada entre les participants. Fins i tot en curses de velocitat demostrà ser una moto fiable: el 1959, amb una Derbi 98 que li preparà Paco Tombas, Pi va guanyar el primer campionat estatal de la seva carrera esportiva, el Campionat d'Espanya de velocitat en la categoria de 100cc.

### "La Rata" de Jaume Pahissa
El 1954, Jaume Pahissa construí un prototipus destinat a les pujades de muntanya que resultà molt competitiu, més i tot que la Derbi 250 (de fet, s'ha dit que era una de les motocicletes més reeixides del moment). La moto era coneguda amb el malnom de "La Rata" perquè «era negra, petita i molt ràpida». Malgrat que la cilindrada del seu motor no s'ha pogut documentar, diverses fonts apunten que era el d'una Derbi 98 (basant-se, per exemple, en el fet que sempre es classificava en les categories de fins a 100cc); d'altres addueixen, però, que era d'una Derbi 125, especialment considerant que a les fotografies de l'època s'hi aprecia com la sortida del tub d'escapament pertanyia a aquest darrer model.

## Característiques

### Fitxa tècnica
| Derbi 98 | Derbi 98                   | Derbi 98 |
| --- | -------------------------- | -------- |
| Anys | Anys 50                    |          |
| CC | 98                         |          |
| Diàmetre x Carrera | ?                          |          |
| Compressió | ?                          |          |
| CV | 4 a 4.000 rpm              |          |
| Canvi | 3 velocitats               |          |
| Suspensió davant | Forquilla telehidràulica   |          |
| Suspensió darrera | Doble amortidor telescòpic |          |
| Pneumàtic davant | ?                          |          |
| Pneumàtic darrera | ?                          |          |
| Frens davant | Tambor                     |          |
| Frens darrera | Tambor                     |          |
| Pes en sec | 60 kg                      |          |
| Capacitat dipòsit | ?                          |          |
| \| • Altres \| \| --------------------------------------------------------------------------- \| \| - Velocitat màxima: 70 km/h[a] - PVP: 15.000 pts (uns 90 euros al canvi)[a] \| |                            |          |
| • Altres |                            |          |
| - Velocitat màxima: 70 km/h - PVP: 15.000 pts (uns 90 euros al canvi) |                            |          |

1. 1 2 3 4  Atès que no s'ha trobat informació tècnica sobre la Derbi 98, alguns valors s'han extret del model anterior -la Derbi 95-, amb la qual compartia els trets fonamentals.[6]